# Arcidiocesi di Osaka-Takamatsu

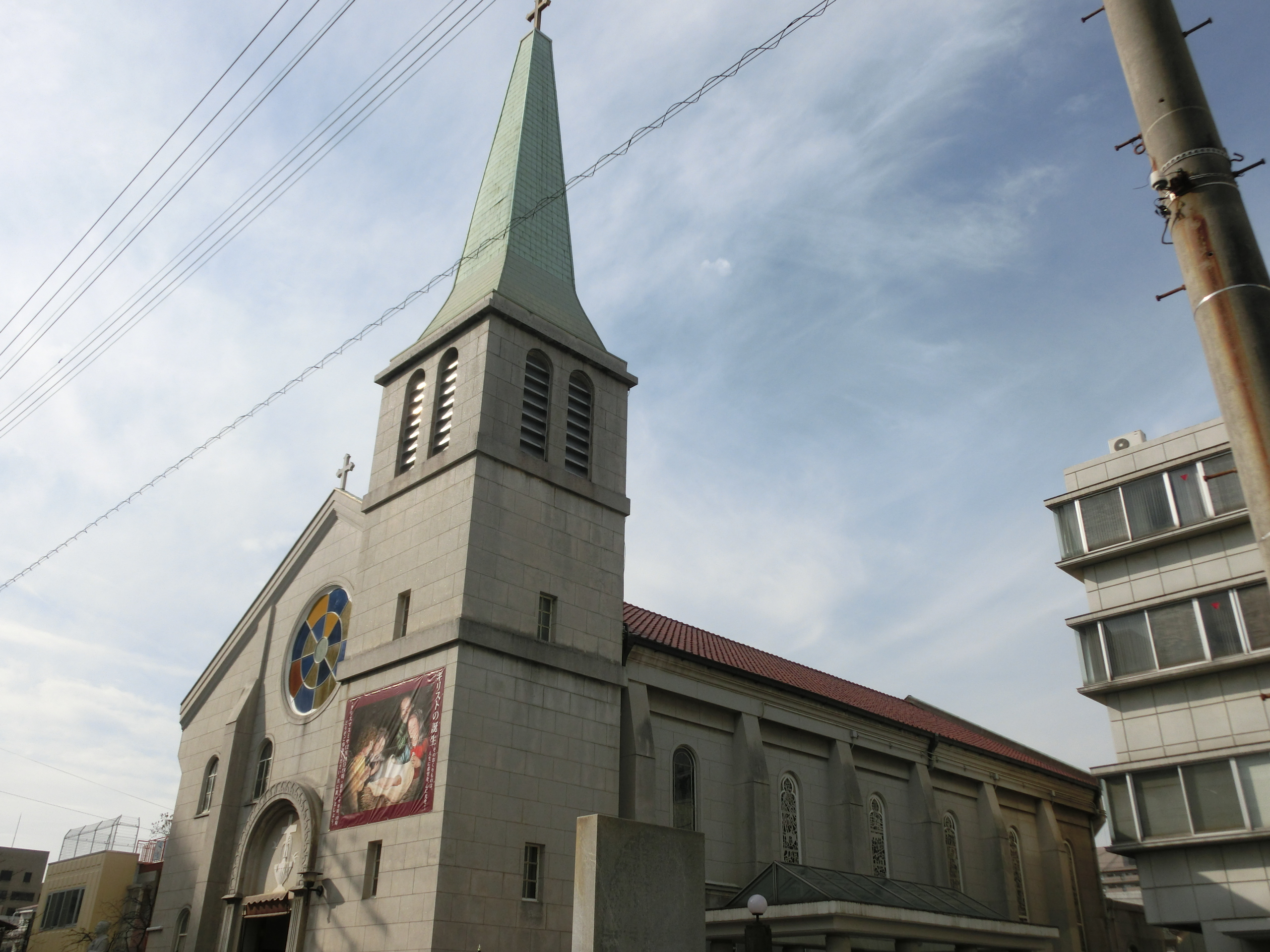
La concattedrale dell'Assunzione della Beata Vergine Maria, a Takamatsu.

L'arcidiocesi di Osaka-Takamatsu (in latino Archidioecesis Osakensis-Takamatsuensis) è una sede metropolitana della Chiesa cattolica in Giappone. Nel 2023 contava 51.413 battezzati su 19.074.755 abitanti. È retta dall'arcivescovo cardinale Thomas Aquino Manyo Maeda.

## Territorio
L'arcidiocesi comprende le prefetture di Osaka, Hyōgo, Wakayama, Ehime, Kagawa, Kochi e Tokushima.
Sede arcivescovile è la città di Osaka, dove si trova la cattedrale dell'Immacolata Concezione della Vergine Maria. A Takamatsu sorge la concattedrale dell'Assunzione della Beata Vergine Maria.
Il territorio si estende su 33.835 km² ed è suddiviso in 105 parrocchie.
La provincia ecclesiastica di Osaka-Takamatsu comprende tre diocesi suffraganee: Hiroshima, Kyōto, Nagoya.

## Storia

### Osaka
Il vicariato apostolico del Giappone centrale fu eretto il 20 marzo 1888 con il breve Quae rei sacrae di papa Leone XIII, ricavandone il territorio dal vicariato apostolico del Giappone meridionale (oggi arcidiocesi di Nagasaki).
Il 15 giugno 1891 per effetto del breve Non maius Nobis di papa Leone XIII fu elevato a diocesi e assunse il nome di diocesi di Osaka; la nuova diocesi fu resa suffraganea dell'arcidiocesi di Tokyo.
Il 27 gennaio 1904, il 13 agosto 1912, il 4 maggio 1923 e il 17 giugno 1937 cedette alcune porzioni del suo territorio a vantaggio dell'erezione rispettivamente della prefettura apostolica di Shikoku (in seguito diocesi di Takamatsu), della prefettura apostolica di Nygata (oggi diocesi di Niigata), del vicariato apostolico di Hiroshima (oggi diocesi) e della prefettura apostolica di Kyōto (oggi diocesi).
Il 12 luglio 1951 cedette un'ulteriore porzione di territorio alla diocesi di Kyōto.
Il 24 giugno 1969 fu elevata al rango di arcidiocesi metropolitana con la bolla Quamquam Ecclesiae di papa Paolo VI.
Prima dell'unione con la diocesi di Takamatsu, l'arcidiocesi si estendeva su 15.031 km² e comprendeva le prefetture di Osaka, Hyōgo e Wakayama.

### Takamatsu
La prefettura apostolica di Shikoku fu eretta il 27 gennaio 1904 con il decreto Cum in comitiis di Propaganda Fide, ricavandone il territorio dalla diocesi di Osaka (oggi arcidiocesi di Osaka-Takamatsu).
Il 13 settembre 1963 per effetto della bolla Catholicae Ecclesiae di papa Paolo VI la prefettura apostolica fu elevata a diocesi e assunse il nome di diocesi di Takamatsu.
Originariamente suffraganea dell'arcidiocesi di Tokyo, il 24 giugno 1969 entrò a far parte della provincia ecclesiastica di Osaka.
Prima dell'unione con l'arcidiocesi di Osaka, la diocesi si estendeva su 18.804 km² e comprendeva le prefetture di Ehime, Kagawa, Kochi e Tokushima.

### Sedi unite
Il 15 agosto 2023, in forza della bolla Qui vitae, papa Francesco ha disposto l'unione dell'arcidiocesi di Osaka e della diocesi di Takamatsu; contestualmente la circoscrizione ecclesiastica ha assunto il nome attuale.

## Cronotassi dei vescovi
Si omettono i periodi di sede vacante non superiori ai 2 anni o non storicamente accertati.

### Osaka
- Félix-Nicolas-Joseph Midon, M.E.P. † (23 marzo 1888 - 12 aprile 1893 deceduto)
- Henri-Caprais Vasselon, M.E.P. † (18 agosto 1893 - 7 marzo 1896 deceduto)
- Jules-Auguste Chatron, M.E.P. † (22 luglio 1896 - 7 maggio 1917 deceduto)
- Jean-Baptiste Castanier, M.E.P. † (6 luglio 1918 - 29 novembre 1940 dimesso[5])
- Paul Yoshigoro Taguchi † (25 novembre 1941 - 23 febbraio 1978 deceduto)[6]
- Paul Hisao Yasuda † (15 novembre 1978 - 10 maggio 1997 ritirato)
- Leo Jun Ikenaga, S.I. (10 maggio 1997 succeduto - 20 agosto 2014 ritirato)
- Thomas Aquino Manyo Maeda (20 agosto 2014 - 15 agosto 2023 nominato arcivescovo di Osaka-Takamatsu)

### Takamatsu
- José María Álvarez, O.P. † (26 febbraio 1904 - 1931 dimesso)
  - Sede vacante (1931-1935)[7]
- Modesto Pérez, O.P. † (1935 - 1940 dimesso)
  - Sede vacante (1940-1963)[8]
- Franciscus Xaverius Eikichi Tanaka † (13 settembre 1963 - 11 gennaio 1977 ritirato)
- Joseph Satoshi Fukahori † (7 luglio 1977 - 14 maggio 2004 ritirato)
- Francis Xavier Osamu Mizobe, S.D.B. † (14 maggio 2004 - 25 marzo 2011 ritirato)
- John Eijiro Suwa (25 marzo 2011 - 26 settembre 2022 ritirato)

### Osaka-Takamatsu
- Thomas Aquino Manyo Maeda, dal 15 agosto 2023

## Statistiche
L'arcidiocesi nel 2023 su una popolazione di 19.074.755 persone contava 51.413 battezzati, corrispondenti allo 0,3% del totale.
| anno                           | popolazione | popolazione | popolazione | presbiteri | presbiteri | presbiteri | presbiteri                | diaconi | religiosi | religiosi | parrocchie |
| anno                           | battezzati  | totale      | %           | numero     | secolari   | regolari   | battezzati per presbitero | diaconi | uomini    | donne     | parrocchie |
| ------------------------------ | ----------- | ----------- | ----------- | ---------- | ---------- | ---------- | ------------------------- | ------- | --------- | --------- | ---------- |
| arcidiocesi di Osaka           |             |             |             |            |            |            |                           |         |           |           |            |
| 1950                           | 10.110      | 7.952.905   | 0,1         | 102        | 47         | 55         | 99                        |         | 42        | 451       | 35         |
| 1970                           | 50.853      | 12.917.024  | 0,4         | 229        | 55         | 174        | 222                       |         | 209       | 899       | 73         |
| 1980                           | 56.944      | 14.340.980  | 0,4         | 216        | 48         | 168        | 263                       | 1       | 210       | 851       | 79         |
| 1990                           | 54.519      | 15.245.569  | 0,4         | 211        | 54         | 157        | 258                       |         | 200       | 779       | 81         |
| 1999                           | 55.871      | 15.313.000  | 0,4         | 193        | 51         | 142        | 289                       |         | 172       | 711       | 78         |
| 2000                           | 55.920      | 15.340.936  | 0,4         | 186        | 51         | 135        | 300                       |         | 161       | 714       | 78         |
| 2001                           | 56.103      | 15.453.402  | 0,4         | 181        | 51         | 130        | 309                       | 1       | 163       | 700       | 78         |
| 2002                           | 56.114      | 15.454.494  | 0,4         | 179        | 53         | 126        | 313                       | 1       | 154       | 710       | 78         |
| 2003                           | 55.736      | 15.466.757  | 0,4         | 179        | 54         | 125        | 311                       | 1       | 152       | 687       | 78         |
| 2004                           | 55.732      | 15.502.027  | 0,4         | 173        | 55         | 118        | 322                       | 1       | 143       | 685       | 77         |
| 2013                           | 52.425      | 15.424.517  | 0,3         | 156        | 43         | 113        | 336                       | 1       | 138       | 639       | 81         |
| 2016                           | 51.236      | 15.333.735  | 0,3         | 158        | 47         | 111        | 324                       |         | 137       | 628       | 81         |
| 2019                           | 49.438      | 15.242.067  | 0,3         | 151        | 44         | 107        | 327                       | 1       | 131       | 571       | 81         |
| 2021                           | 48.501      | 15.170.318  | 0,3         | 142        | 43         | 99         | 341                       | 1       | 116       | 543       | 77         |
| diocesi di Takamatsu           |             |             |             |            |            |            |                           |         |           |           |            |
| 1950                           | 1.300       | 4.000.000   | 0,0         | 16         | 1          | 15         | 81                        |         | 3         | 14        | 10         |
| 1970                           | 5.316       | 3.937.319   | 0,1         | 46         | 7          | 39         | 115                       |         | 40        | 90        | 28         |
| 1980                           | 5.236       | 4.144.704   | 0,1         | 49         | 6          | 43         | 106                       |         | 44        | 104       | 27         |
| 1990                           | 5.337       | 4.220.971   | 0,1         | 43         | 11         | 32         | 124                       |         | 32        | 107       | 27         |
| 1999                           | 6.065       | 4.176.371   | 0,1         | 48         | 13         | 35         | 126                       |         | 36        | 98        | 27         |
| 2000                           | 5.821       | 4.176.371   | 0,1         | 48         | 13         | 35         | 121                       |         | 36        | 95        | 27         |
| 2001                           | 5.498       | 4.162.790   | 0,1         | 47         | 14         | 33         | 116                       |         | 34        | 96        | 27         |
| 2002                           | 5.499       | 4.148.227   | 0,1         | 46         | 23         | 23         | 119                       |         | 23        | 94        | 27         |
| 2003                           | 5.492       | 4.142.157   | 0,1         | 48         | 18         | 30         | 114                       |         | 30        | 92        | 26         |
| 2004                           | 5.407       | 4.125.762   | 0,1         | 49         | 21         | 28         | 110                       |         | 28        | 93        | 26         |
| 2010                           | 4.910       | 4.058.752   | 0,1         | 43         | 12         | 31         | 114                       | 1       | 32        | 82        | 28         |
| 2014                           | 4.539       | 3.991.819   | 0,1         | 37         | 11         | 26         | 122                       | 2       | 27        | 62        | 26         |
| 2017                           | 4.555       | 3.845.000   | 0,1         | 30         | 8          | 22         | 151                       | 2       | 23        | 59        | 25         |
| 2020                           | 4.428       | 3.715.297   | 0,1         | 25         | 9          | 16         | 177                       | 4       | 17        | 53        | 25         |
| arcidiocesi di Osaka-Takamatsu |             |             |             |            |            |            |                           |         |           |           |            |
| 2023                           | 51.413      | 19.074.755  | 0,3         | 173        | 67         | 106        | 297                       | 4       | 18        | 592       | 105        |
| 2023                           | 51.413      | 19.074.755  | 0,3         | 165        | 52         | 113        | 297                       | 4       | 134       | 592       | 105        |

### Per la sede di Osaka
- (LA)  Breve Quae rei sacrae, in «Leonis XIII pontificis maximi acta», vol. VIII, p. 157
- (LA)  Breve Non maius Nobis, ASS 24 (1891-92), p. 257
- (LA) Bolla Quamquam Ecclesiae, su vatican.va.

### Per la sede di Takamatsu
- (LA)  Decreto Cum in comitiis, in Analecta ecclesiastica, XII, 1904, pp. 248–249
- (LA) Bolla Catholicae Ecclesiae, su vatican.va.